# سد ال کاخون (آرژانتین)
سد ال کاخون (به اسپانیایی: Dique El Cajón) یک سد در آرژانتین است که در استان کوردوبا، آرژانتین واقع شده‌است.